# Обновление Республики Польша
Обновление Республики Польша (пол. OdNowa Rzeczypospolitej Polskiej, сокращённо — OdNowa RP) — польская либерально-консервативная политическая партия. Основана в сентябре 2021 года бывшими членами партии «Согласие», вышедшими из неё после перехода партии в оппозицию по отношению к правительству Матеуша Моравецкого.

## История
11 августа 2021 года было объявлено о выходе партии «Согласие» из правительственной коалиции и переходе её в оппозицию. Несколько депутатов Сейма и Европарламента от «Согласия», несогласных с этим решением, покинули партию. 3 сентября ими была основана депутатская группа в Сейме под названием OdNowa RP, состоящая из 5 депутатов. 28 октября группа заключила союз с правящей партией «Право и справедливость», а также с партиями «Солидарная Польша» и «Республиканцами», и вошла в состав правительственной коалиции. 10 декабря 2021 года была зарегистрирована одноимённая политическая партия, имеющая 5 представителей в Сейме и 4 в воеводских сеймиках.

## Идеология
По словам лидера партии, Мартина Оцепы, основными пятью приоритетами партии являются «безопасность, экономика, самоуправление, европейская политика и политика в области здравоохранения, с особым акцентом на проблемы молодого поколения».